# NGC 4754
NGC 4754 este o galaxie lenticulară situată în constelația Fecioara. A fost descoperită în 15 martie 1784 de către William Herschel. Se află la o distanță de 15,92 megaparseci de Pământ.